# Live Album
Live Album — перший концертний альбом американського рок-гурту Grand Funk Railroad, випущений Capitol Records 16 листопада 1970 року. Перший сингл з цього альбому «Mean Mistreater», раніше виданий на диску Closer To Home в тому ж році, вийшов у світ уже через тиждень — 23 листопада. Композиція «Inside Looking Out», яка в студійному виконанні з'явилася роком раніше на платівці Grand Funk, вийшла другим синглом у січні 1971 року. Альбом складався з двох платівок, його подальші перевидання на компакт-дисках були як на двох, так і на одному носії.

Дон Інгланд (Don England), віце-президент з маркетингу Capitol Records у 1970 році, прокоментував випуск Live Album так:
750 тис. альбомів і 250 тис. касет — це найбільше попереднє замовлення у Capitol з часів рекордних продаж «Бітлз», досягнутих в середині 60-х.
Це передзамовлення на четверть мільйона примірників перевищило тираж альбому Led Zeppelin III та потіснило «Бітлз» з першого місця в опитуванні журналу «Melody Maker» щодо рейтингу найкращих англомовних рок-гуртів. Live Album став четвертим альбомом гурту Grand Funk Railroad, сертифікованим як золотий диск RIAA.

## Запис, виробництво та ілюстрація
На обкладинці альбому — знімок гурту Grand Funk Railroad на Міжнародному поп-фестивалі в Атланті 4 липня 1970 року, зроблений знаменитим фотолітописцем рок-музики Джозефом Сіа (Joseph J. Sia). До альбому додавався рекламний постер розміром 33х23 дюйма. Складений вшестеро, він мав розміри 11х11,5 дюймів, що відповідає стандартному формату вінілової платівки 12х12. Дизайнер промо-постера Марк Амерлінг (Mark Amerling) створив колаж з власних фото учасників гурту, доповниши його вирізками з газет та іншими цікавими матеріалами.
Насправді, жоден трек Live Album не був записаним на фестивалі в Атланті, у якому гурт брав участь двічі. Вважається, що записи були зроблені на трьох концертах у Флориді: у Сарасоті 22 червня, у Джексонвіллі 23 червня та у Вест-Палм-Біч 24 червня. Проте згідно з примітками до перевидання компакт-диска 2002 року можна дійти висновку, що більшість записів Live Album виконані у Джексонвілльському Колізеї 23 червня 1970 року, за винятком композицій «Paranoid» та «Inside Looking Out», які були записані в West Palm Beach Civic Auditorium 24 червня 1970. Про пісню «Heartbreaker» вказано, що вона записана або в Джексонвіллі, або у Вест-Палм-Біч. Перевидання на оптичному носії доповнене треками «In Need», «Heartbreaker» і «Mean Mistreater» з концерту в The Orlando Sports Center, який гурт Grand Funk Railroad давав 25 червня 1970 року.
Дон Брюер у спогадах, опублікованих в книжці «An American Band: The Story of Grand Funk Railroad» пригадує, як надзвичайно спекотно було під час тих виступів у Флориді. За відсутності кондиціонерів у повітрі концертних залів плавали такі хмари марихуанового диму, що зі сцени ставало важко щось розгледіти і просто не було чим дихати. 

Звук був записаний на аудіокасети прямо під час концертів. Метод прямого запису, попри деяку технічну недолугість, створює ефект присутності, і Grand Funk Railroad звучить саме так, як і має бути наживо. Подальший перезапис та зведення виконувались на студії Cleveland Recording в Клівленді, штат Огайо. Цитований вище Дон Інгланд, віце-президент Capitol Records, коли мова йшла про техніку створення фонограми Live Album, зазначав:
Для того, щоб зберегти для історії правду про цей гурт, ми уникали будь-якого редагування.  Музичний зміст усіх композицій залишено повністю оригінальним. В процесі запису не було жодного технічного втручання, такого як реверберація, і всі події представлені тут саме так, як вони відбувалися. Цей альбом є справжнім живим записом концерту Grand Funk Railroad.
Хоча звучання та продюсування Live Album здається досить-таки примітивним, як на сучасні стандарти звукозапису, проте він у повній мірі передає живий звук Grand Funk Railroad та емоції ранніх концертів гурту.

## Критика
З моменту виходу Live Album зустрів несхвальне ставлення критиків, але став комерційно успішним. Оцінка преси була майже одностайною: «Альбом бідний, шалений і безглуздий». Нудною сприймалася гра на барабанах Дона Брюера. Марку Фарнеру закидали, що він анітрохи не наближається до творчості інших найкращих рок-гітаристів сучасності. І єдине хороше слово можна було почути, коли йшлося про басиста Мела Шахера, який «заслуговує кращої долі та кращої групи, ніж ця».

Реакція розлюченого реакцією преси гурту на ці безглузді відгуки була стоїчною. Дон Брюер так пояснював те, що відбувалося:
Ми починали на півдні, перш ніж почали грати на півночі та сході, і, можливо, деякі критики вирішили, що нас їм хтось нав'язує. Я думаю, вони відчували, що не отримають від нас запит на схвальні рецензії, і тому кричали «хайп». Наприклад, одного разу ми виступали в Торонто перед величезною аудиторією, і її реакція була дуже гарною. А потім у готелі ми слухали FM-радіо, і той хлопець, той критик, опустив нас до найнижчого рівня так, що неможливо сказати ще гірше.

Марк Фарнер так описував свої враження від негативу, почутого на радіо:
Нам завжди було цікаво, що напишуть критики наступного дня, тому що вони точно не могли бути на тому ж концерті, на якому були ми. Коли публіка настільки «в темі» з групою, і ми живимося один від одного, і маємо повну залученість, а репортер наступного дня робить «body-slam», то це тільки викликало в нас питання про його психічну стабільність.
Джеймс Кріспел (James Chrispell) заявив для Allmusic, що люди або любили, або ненавиділи альбом. Він також написав, що Grand Funk Railroad став одним із найпопулярніших концертних гуртів того часу і що їхні виступи наживо були дуже потужними. Популярний музичний оглядач Роберт Крістгау сказав: «Я знаю, що у них чудова аудиторія. Але аудиторія і концертний альбом — це не одне й те саме — зовсім не одне й те саме». Він поставив альбому оцінку C-.
Альбом піднявся на п'яте місце в чарті Billboard 200 і досяг 17 місця в чарті R&B Albums. Це був єдиний альбом гурту, якому вдалося потрапити в обидва рейтинги. Вже через тиждень після свого виходу Live Album став золотим за версією Американської асоціації компаній звукозапису і врешті-решт отримав 2-кратний мультиплатиновий сертифікат у 1991 році. Live Album виявися першим і єдиним релізом групи, що увійшов до топ-40 чарту альбомів Великобританії, посівши 29 місце.

## Список пісень
Всі пісні написав Марк Фарнер, за винятком зазначених.
| Сторона 1 | Сторона 1       | Сторона 1      | Сторона 1  |
| #         | Назва           | Автор          | Тривалість |
| --------- | --------------- | -------------- | ---------- |
| 1.        | «Introduction»  | Розмовний трек | 2:30       |
| 2.        | «Are You Ready» |                | 3:34       |
| 3.        | «Paranoid»      |                | 6:20       |
| 4.        | «In Need»       |                | 999        |

| Сторона 2 | Сторона 2            | Сторона 2                                     | Сторона 2  |
| #         | Назва                | Автор                                         | Тривалість |
| --------- | -------------------- | --------------------------------------------- | ---------- |
| 5.        | «Heartbreaker»       |                                               | 6:58       |
| 6.        | «Inside Looking Out» | Дж.Ломакс, А.Ломакс, Ерік Бердон, Чес Чендлер | 12:22      |

| Сторона 3 | Сторона 3           | Сторона 3            | Сторона 3  |
| #         | Назва               | Автор                | Тривалість |
| --------- | ------------------- | -------------------- | ---------- |
| 7.        | «Words of Wisdom»   | Розмовний трек       | 0:55       |
| 8.        | «Mean Mistreater»   |                      | 4:40       |
| 9.        | «Mark Says Alright» | Фарнер, Брюер, Шахер | 5:10       |
| 10.       | «T.N.U.C.»          |                      | 11:45      |

| Сторона 4 | Сторона 4      | Сторона 4  |
| #         | Назва          | Тривалість |
| --------- | -------------- | ---------- |
| 11.       | «Into the Sun» | 12:10      |

## Склад
- Марк Фарнер — гітара, клавішні, губна гармоніка, вокал
- Мел Шахер — бас-гітара
- Дон Брюер — ударні, вокал

Виробництво
- Terry Knight — продюсер альбому, A Good Knight Production
- Kenneth Hamann — провідний інженер звукозапису, Cleveland Recording
- Mark Amerling — оригінальний дизайн і фотографії альбому та промо-постера
- Joseph J. Sia — оригінальні фотографії обкладинки альбому